# VPRO Documentaire School
De VPRO Documentaire School, kortweg VPRO School, was een televisiedocumentairestroming die eind jaren 1960 binnen de VPRO ontstond en duurde tot in de jaren 1970.

## Geschiedenis
Jongeren als Ed van der Elsken en Johan van der Keuken baanden met diep persoonlijk getint filmen de weg naar de VPRO School, die eind jaren zestig vele veranderingen in het televisiedocumentairegenre veroorzaakte. Programmamakers als Hans Keller en Roelof Kiers, maatschappelijke betrokken filmmakers en de introductie van de direct cinema-stijl zorgden voor de ontwikkeling van een geheel andere, vaak veel journalistiekere stijl van documentairemaken dan de 'Hollandse Documentaire School': In de jaren zeventig onderscheidden de VPRO-filmmakers bij de VPRO zich in de televisiedocumentaire. Zo werden bij interviews in de stijl van de VPRO School vragen terloops gesteld en volgde de camera de gebaren en gezichtsuitdrukkingen van de gesprekspartners, vaak in close-up, terwijl ook het decor in de gaten gehouden werd.

## Bekende namen binnen de VPRO School

### Programmamakers
- Hans Keller[5]
- Cherry Duyns[5]
- Roelof Kiers[5]
- Theo Uittenbogaerd

### Cameramensen
- Jochgem van Dijk